# Stazione di Longobardi
Stazione di Longobardi vasútállomás Olaszországban, Calabria régióban, Longobardi településen.

## Vasútvonalak
Az állomást az alábbi vasútvonalak érintik:
- Battipaglia–Reggio di Calabria-vasútvonal

## Kapcsolódó állomások
A vasútállomáshoz az alábbi állomások vannak a legközelebb:
- Stazione di Fiumefreddo Bruzio
- Stazione di Belmonte Calabro